# Hymne à l'amour (Hymno al amor)
Albums de Mireille Mathieu
L'Américain
(1989) Ce soir je t'ai perdu
(1990)
Hymne à l'amour (Himno al Amor) est le nom d'un album de la chanteuse française Mireille Mathieu paru en France en 1990 chez Carrère regroupant 10 titres en espagnol dont certains se trouvaient dans l'album espagnol Embrujo de 1989.

## Chansons de l'album
| No  | Titre                | Durée      |
| --- | -------------------- | ---------- |
| 1.  | Himno al Amor        | 3 min 21 s |
| 2.  | El cant dels ocells  | 3 min 35 s |
| 3.  | Creo que va a volver | 3 min 28 s |
| 4.  | Mi Confesion         | 3 min 27 s |
| 5.  | Por tu amor          | 4 min 26 s |
| 6.  | Himno a la Alegria   | 4 min 39 s |
| 7.  | Nostalgia            | 3 min 50 s |
| 8.  | Embrujo              | 3 min 35 s |
| 9.  | Siempre amor         | 3 min 42 s |
| 10. | Arde Paris           | 2 min 27 s |